# TidalCycles
TidalCycles (también conocido como Tidal) es un entorno live coding diseñado para la improvisación y composición musical. En particular, es un lenguaje específico del dominio incrustado en el lenguaje Haskell. TidalCycles esta centrado en la generación y manipulación de patrones audibles o visuales. Originalmente fue diseñado para música basada en cuadrículas polirrítmicas y con mucha percusión, pero ahora usa un representación reactiva de patrones, usando el tiempo racional. Por lo tanto, Tidal se puede aplicar a una amplia gama de estilos musicales, aunque su enfoque cíclico del tiempo significa que permite su uso en estilos repetitivos como Algorave.
Tidal no produce sonido por sí mismo, sino a través del entorno de sonido SuperCollider a través del framework SuperDirt, o mediante MIDI o Open Sound Control.